# Халіков Тимірбулат Галяутдінович
Тимірбулат Галяутдінович Халіков (17 січня 1917, Кінзебулатово — 17 червня 1958, Кінзебулатово) — радянський військовий і адміністративний діяч, Герой Радянського Союзу. Депутат Верховної Ради СРСР 2-го скликання.

## Біографія
Народився 17 січня 1917 року в селі Кінзебулатово Стерлітамацького повіту Уфимської губернії. Башкир. У 1930—1938 рр. працював трактористом у колгоспі «Урал».
У Червону армію призваний у 1938 році Ішимбайським міським військкоматом і в 1941 році — Макарівським районним військкоматом.
У роки Другої світової війни — гвардії старший сержант, командир кулеметного розрахунку 60-го гвардійського кавалерійського полку 112-ї Башкирської кавалерійської дивізії (згодом перейменованої в 16-у гвардійську Чернігівську кавалерійську дивізію), 7-го гвардійського кавалерійського корпусу 61-ї армії Центрального фронту.
Після демобілізації Т. Г. Халіков працював на батьківщині, був головою Сайрановської сільської ради, головою колгоспу «Янги Турмуш», уповноваженим Хажиновської ГЕС, головою промартілі «Алга» Сайрановської сільради.

## Подвиг
Указом Президії Верховної Ради СРСР від 15 січня 1944 року за зразкове виконання бойових завдань командування і проявлені при цьому геройство і мужність гвардії старшому сержантові Халікову Тимірбулату Галяутдіновичу присвоєно звання Героя Радянського Союзу з врученням ордена Леніна і медалі «Золота Зірка» (№ 2987).

## Нагороди
- Медаль «Золота Зірка» Героя Радянського Союзу (15.01.1944);
- орден Леніна (15.01.1944);
- медаль «За бойові заслуги» (06.10.1943).

## Пам'ять
У селі Кінзебулатово ім'ям Героя Халікова названа вулиця.